# Aleksandar Perunović
Dr Aleksandar Perunović (Nikšić, 10. februar 1978) crnogorski je kompozitor.
Radi kao docent na predmetima Muzički oblici i Harmonija na Muzičkoj akademiji na Cetinju, a član je i Odbora za muzičke umjetnosti u Crnogorskoj akademiji nauka i umjetnosti.

## Biografija
U svijet klasične muzike ušao 1991. godine, kao trinaestogodišnjak, a povod je bio obilježavanje 200-te godišnjice od smrti Volfganga Amadeusa Mocarta. Savladavajući samouko osnovnu teoriju muzike, Perunović je istovremeno počeo i sa komponovanjem. Kao petnaestogodišnjak je primljen na svojevrsnu pripremnu godinu na Muzičkoj akademiji u Podgorici (danas na Cetinju), a godinu dana kasnije i na redovne studije Kompozicije. Diplomirao je i magistrirao na Muzičkoj akademiji na Cetinju u klasi prof. Žarka Mirkovića, a doktorirao na Fakultetu muzičke umetnosti u Beogradu, u klasi profesora Srđana Hofmana.
Pohađao je više međunarodnih kurseva kompozicije pod mentorstvom istaknutih austrijskih i njemačkih kompozitora (Kurt Švertsik, Detlev Miler-Zimens, Georg Fridrih Has, Rajnhard Febel i drugi).
Autor je velikog broja solističkih, kamernih, horskih i orkestarskih djela, kao i ostvarenja koja izlaze iz okvira strogo muzičkog izraza (muzički teatar, primjena multimedije, elektronike i sl.).
Djela su mu izvođena u Crnoj Gori (autorski koncerti, festivali A tempo, Budva – Grad teatar, KotorArt itd.), regionu (Međunarodne tribine kompozitora u Beogradu, Mokranjčevi dani u Negotinu itd.) i širom Evrope (Internationales Theateru Frankfurtu, Jenisch-Haus u Hamburgu, muzej savremene umjetnosti Palais de Tokyo i konzervatorijum Frederik Šopen u Parizu, Музей Духовних Скарбів Украіни u Kijevu, Teatri Migjeni u Skadru, više gradova u Austriji, Holandiji itd.). Mnoga djela nastala su kao porudžbine izvođača, ansambala ili festivala.
Pored komponovanja, bavi se i muzičkom teorijom i analizom (ističu se njegov tekst „Bahov sonatni oblik” izložen na 9. međunarodnom skupu Muzička teorija i analiza u Beogradu, „O muzičkom klasicizmu” izložen na seminaru u Podgorici i izuzetno sadržajna studija pisana u okviru
doktorskog umjetničkog projekta Posvete, odbranjenog na FMU u Beogradu). Neki od njegovih radova u oblastima kompozicije i teorije muzike su objavljeni u notnim zbirkama „Vokalna muzika crnogorskih autora” (horska kompozicija Emina) i „Klavirint” (Metaglasswork za klavir solo), te na kompakt diskovima Rebbit Records-a (djelo Vocalise) i Ansambla za novu muziku Gradilište (kompozicija Pjesnik laže, rijeka teče, žena diše).

## Literatura
- Bilten Univerziteta Crne Gore, Univerztet Crne Gore, Broj: 397, Podgorica 23. mart 2017., ISSN 1800-5101, Str. 12-16

## Spoljašnje veze
- YouTube: Aleksandar Perunović
- SoundCloud: Aleksandar Perunović